# Mansfeld-Museum

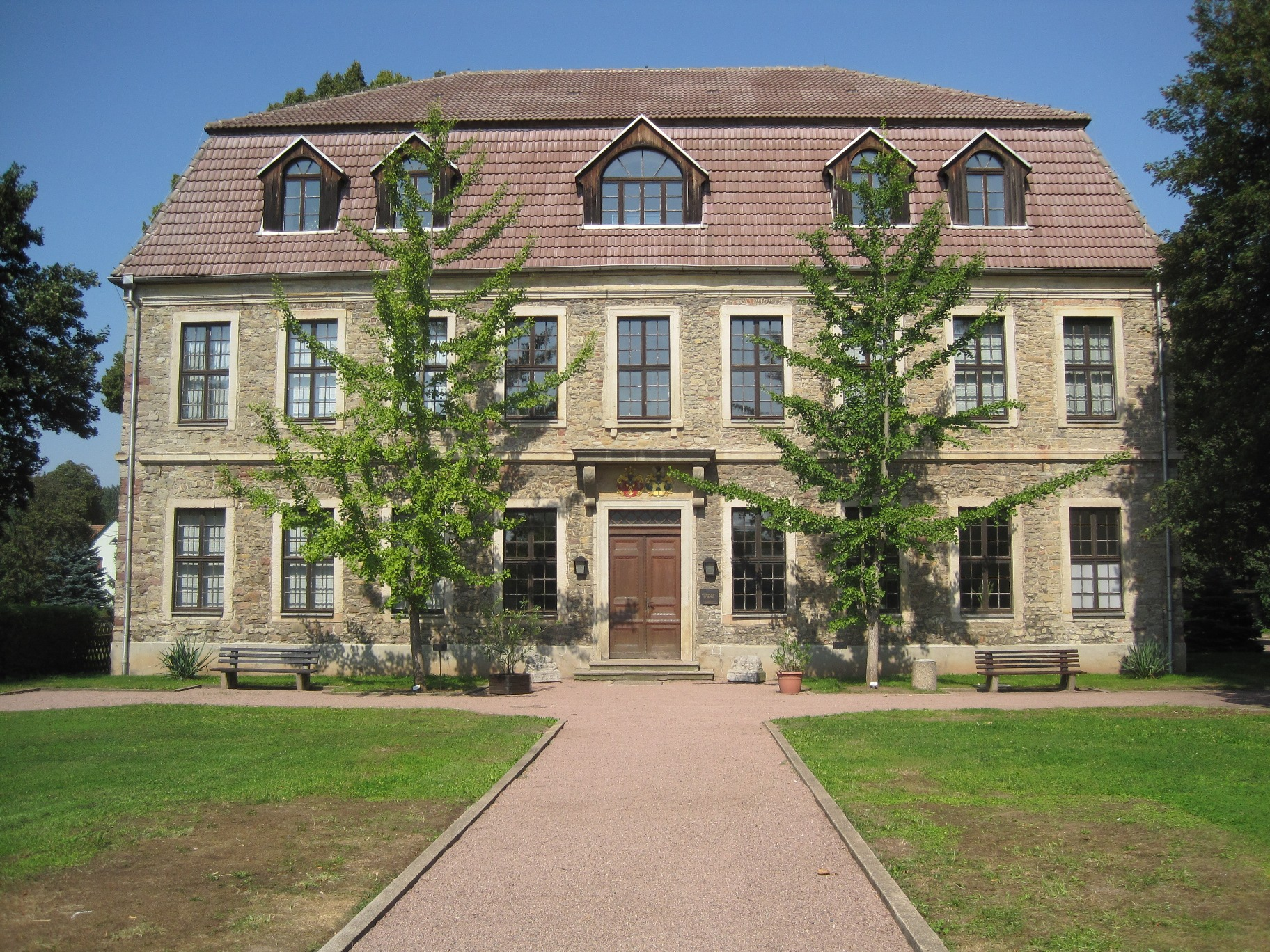
Mansfeld-Museum mit Humboldt-Schloss in Burgörner

Nachbau der Dampfmaschine von 1785

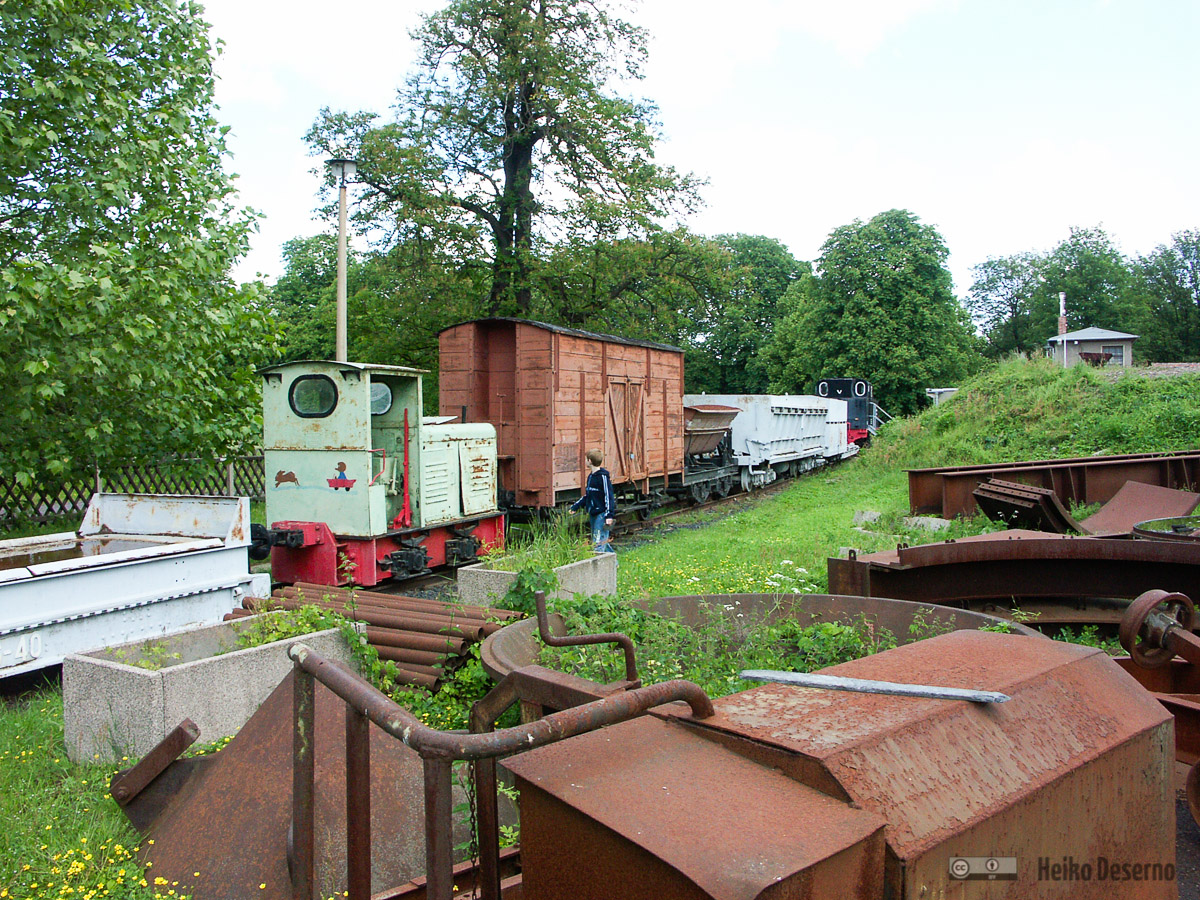
Blick in das Außengelände des Mansfeld-Museums

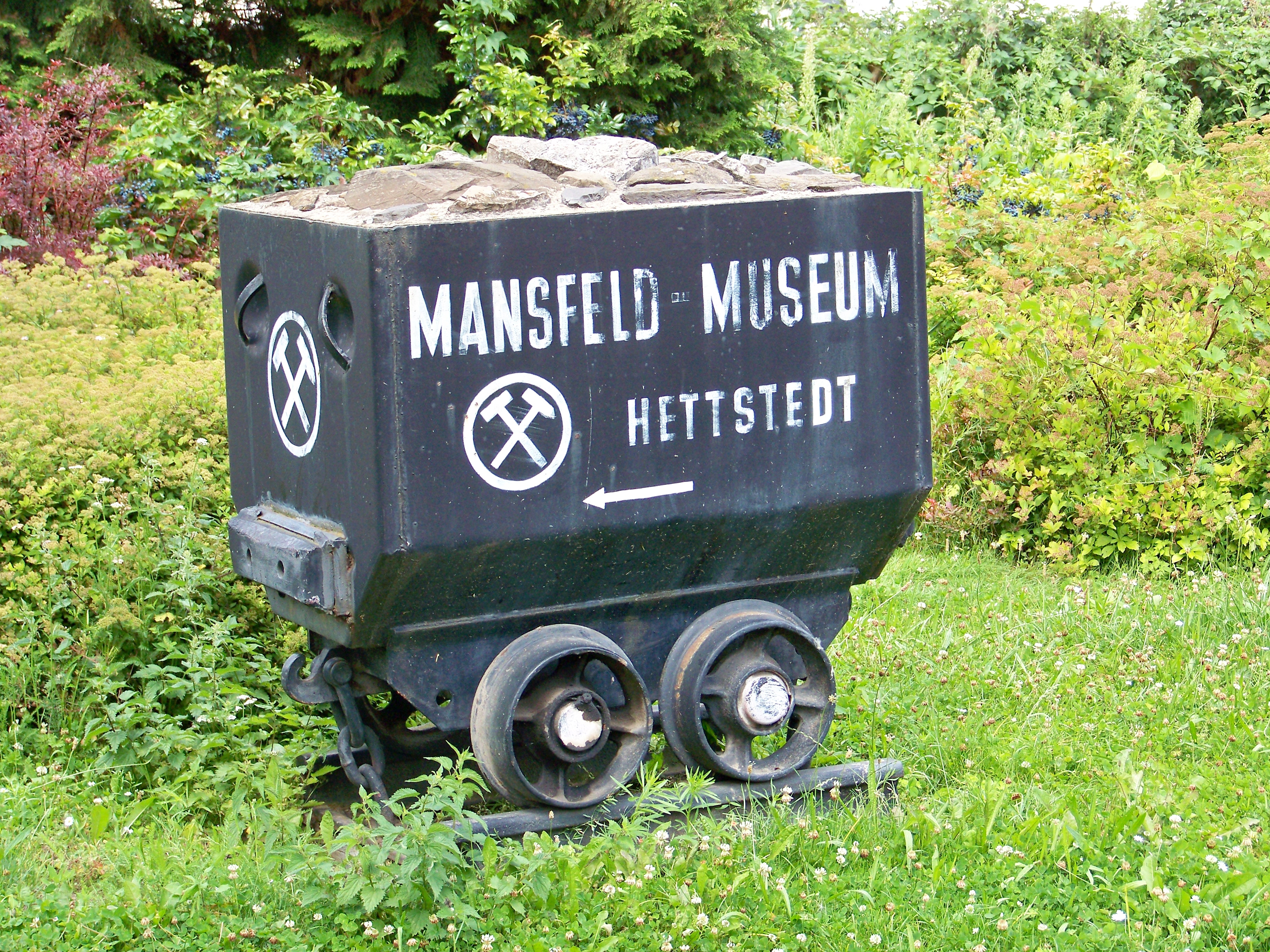
Hinweis zum Mansfeld-Museum

Das Mansfeld-Museum ist ein Museum zur Geschichte des Mansfelder Kupferschieferbergbaus im Ortsteil Burgörner der Stadt Hettstedt im Landkreis Mansfeld-Südharz in Sachsen-Anhalt. Es befindet sich im Humboldt-Schloss, dem Herrenhaus des früheren Rittergutes Burgörner. Benannt ist das Gebäude nach seinen früheren Besitzern, denen von Humboldt. Es wurde im September 1989 als Betriebsmuseum des Mansfeld Kombinats eröffnet.

## Gebäude
An der Stelle des heutigen Humboldt-Schlosses, auch Rittergut Burgörner-Altdorf, befand sich eine Burg der Grafen von Arnstein aus dem 13. Jahrhundert. 1394 kam die Burg in den Besitz der Mansfelder. Beim Schloss handelt es sich um den Rest einer spätgotischen Wasserburg, von der noch der Bergfried mit hoch gelegenem Eingang und ein östlich angeschlossenes Rechteckgebäude mit Fachwerkaufsatz. 1573 galt die Burganlage als wüst.
Caroline von Humboldt, die Ehefrau Wilhelm von Humboldts, erbte das Anwesen nach dem Tod ihres Vaters Karl Friedrich von Dacheröden. Das Bauwerk blieb bis Mitte des 19. Jahrhunderts im Familienbesitz derer von Humboldt.
Eine Abteilung des Museums ist der Geschichte des Gutes Burgörner und seiner bekannten Eigentümer gewidmet. Im Gutsbereich des Schlosses stand die erste deutsche Dampfmaschine watt’scher Bauart, mit der Wasser aus Stollen abgepumpt wurde. Im Schloss befindet sich ein Trauzimmer des Standesamtes.
Das Bauwerk steht heute unter Denkmalschutz und ist im örtlichen Denkmalverzeichnis unter der Erfassungsnummer 094 65108 als Baudenkmal verzeichnet.

## Angebot
Das Museum präsentiert im Schloss und auf dem großen Freigelände in Wort und Bild sowie zum Anfassen die über 1000-jährige soziale und technische Entwicklung des Kupferbergbaus im Mansfelder Land. Im Foyer des Schlosses begrüßt Bergkamerad Martin mit Bergbarte und Wappenschild die Gäste.
Originale Exponate veranschaulichen die Entwicklung des Hüttenwesens in der Grafschaft Mansfeld. Eine Attraktion bildet der originalgetreue Nachbau der ersten von deutschen Arbeitern und Ingenieuren im Jahre 1785 gebauten Dampfmaschine nach Watt’schem Vorbild.
Das Mansfeld-Museum ist durch seine jährlich stattfindenden Modell-Dampftage und die Mineralien- und Fossilienbörse bekannt.
Im Oktober 2004 wurde im Museum ein wissenschaftliches Kolloquium im Rahmen des kulturellen Themenjahres 2004 in Sachsen-Anhalt „Aufklärung durch Bildung“ durchgeführt.

## Schriftenreihe
Das Mansfeld-Museum gab eine Schriftenreihe heraus, zu deren Autoren u. a. Bernd Feicke, Ludwig Rommel, Elmar Hebestedt und Wolfgang Eisenächer zählten.